# 橋本順光
橋本 順光（はしもと よりみつ、1970年 - ）は日本の英文学者。大阪大学大学院文学研究科教授。専門は英文学、比較文学、英国地域研究、黄禍論。

## 人物・来歴
京都府生まれ。1994年大阪大学文学部卒業、2001年東京大学総合文化研究科地域文化研究博士課程中退、2001年横浜国立大学教育人間科学部専任講師、2004年同大学助教授。2006年第14回福原賞(研究助成)受賞。2008年3月英国ランカスター大学Ph.D.（歴史学）取得、大阪大学文学研究科准教授を経て2019年4月より現職。

## 著作

### 論文
- 「茶屋の天使-英国世紀末のオペレッタ『ゲイシャ』(1896)とその歴史的文脈-」『ジャポニスム研究』23 (2003)
- "Germs, Body-politics and Yellow Peril: Relocation of Britishness in The Yellow Danger" Australasian Victorian Studies Journal, 9 (2003)
- 「東亜未来論-チャールズ・ピアソンの黄禍論とラフカディオ・ハーンにおけるその変容-」『比較文学』43 (2001)

### 編著
- 橋本順光 編集・解説 編『英国黄禍論小説集成』Edition Synapse〈黄禍論ー英語文献復刻シリーズ 1〉、2007年1月。ISBN 978-4-86166-031-3。
- 橋本順光 編集・解説 編『黄禍論史資料集成』Edition Synapse〈黄禍論ー英語文献復刻シリーズ 2〉、2013年4月。ISBN 978-4-86166-033-7。
- 橋本順光、鈴木禎宏 編著『欧州航路の文化誌　寄港地を読み解く』青弓社、2017年1月。ISBN 978-4-7872-2069-1。
- Yorimitsu Hashimoto. Caricatures and Cartoons, 1921-1930: A History of the World (4-vol. ES set). Edition Synapse(2019-06). ISBN 978-4-8616-6196-9

### 共著
- 横浜国立大学留学生センター 編『国際日本学入門　トランスナショナルへの12章』成文社、2009年3月。ISBN 978-4-915730-72-6。
- 英米文化学会 編 編『英文学にみる動物の象徴』小野昌・佐藤治夫 監修、彩流社、2009年2月。ISBN 978-4-7791-1422-9。
- 一柳広孝、吉田司雄 編著『女は変身する』青弓社〈ナイトメア叢書 6〉、2008年5月。ISBN 978-4-7872-9185-1。